# San Sicario
San Sicario ist eine Ortschaft (frazione) in der Gemeinde Cesana Torinese im Piemont. Das Dorf selbst liegt auf einer Höhe von 1570 Metern.
In San Sicario wurden die Biathlon-Wettbewerbe der Olympischen Winterspiele 2006 im eigens dafür oberhalb des Dorfes auf ca. 1650 Metern Höhe erschaffenen Centro Olimpico di Biathlon ausgetragen.
Auf rund 1700 Meter gelegen ist der obere Ortsteil San Sicario Alto ein beliebter Wintersportort. Während der Winterspiele 2006 fanden auch die Ski Alpin-Rennen der Frauen in den Disziplinen Abfahrt, Alpine Kombination und Super-G auf der Piste Fraiteve statt. Dabei konnten pro Rennen 6.160 Zuschauer (5.660 Sitz- und 500 Stehplätze) dem Geschehen beiwohnen.